# ساری‌کوی (باشماکچی)
ساری‌کوی (به ترکی استانبولی: Sarıköy) یک منطقهٔ مسکونی در ترکیه است که در باشماکچی واقع شده‌است. ساری‌کوی ۲۴۲ نفر جمعیت دارد.